# 大甲鰺
大甲鰺（学名：Megalaspis cordyla），俗名為鐵甲、扁甲、硬尾，為大甲鲹属的唯一一個種，属于鰺形目鰺科。

## 分類及命名
本種首先由瑞典博物學家Carl Linnaeus科學描述，但Linnaeus描述的標本被錯誤地描述為來自「美國」，並且沒有本種的模式種。羅納德·弗里克於1999年為該物種指定了一種新型，但由於未能滿足ICZN的規定，因此被拒絕了。Linnaeus將這種魚命名為Scomber cordyla，將本種歸類在鯖魚屬中，這是在鰺科尚未建立前常見做法。1793年，馬庫斯·埃利澤·布洛赫對該物種進行了第二次獨立重命名，他將Scomber rottleri命名為Scomber rottleri，並在1874年之前進行了幾次重新描述和命名。1851年，Pieter Bleeker將Scomber rottleri重新歸類在Megalaspis屬。

## 分布
本魚廣泛分布於印度西太平洋區，紅海、馬爾地夫、斯里蘭卡、孟加拉灣、安達曼海、印度、日本、中國沿岸、台灣、越南、菲律賓、印尼、泰國、馬來西亞、聖誕島、澳洲、馬里亞納群島、諾魯、密克羅尼西亞、所羅門群島、馬紹爾群島、新喀里多尼亞等海域。该物种的模式产地在美洲。

## 深度
水深20至100公尺。

## 特徵
本魚體呈紡錘型；體被大型稜鱗，第一背鰭有硬棘8枚，第二背鰭有硬棘1枚、軟條10至11枚；臀鰭、背鰭之後有8至9枚離鰭，胸鰭呈鐮刀狀，並延伸超出第二背鰭的基部。眼睛有一個發育良好的脂肪眼瞼幾乎完全覆蓋眼睛。上頜具小的絨毛狀牙齒，而下頜有一排小齒，有26到32個鰓耙和24個椎骨，體上面是藍灰色到綠色，在兩側和腹部變成銀白色。背鰭和臀鰭呈淺黃色，外緣呈暗色，胸鰭和臀鰭白色，尾鰭是黑色，特別是在前緣和後緣，鰓蓋上有一個大的黑點，體長可達80公分，體重可達4公斤。

## 生態
本魚是熱帶地區多產的魚種，屬肉食性，以大型浮游生物、魚類、甲殼類及頭足類為食，隨年齡增長，食物的種類有所不同，雄雌性性成熟的時間不同，雌性體長約22公分時性成熟；雄性則在26.4公分時性成熟。繁殖期約在每年3-7月，卵為浮游性卵，游泳快速，又有堅甲保護，在面對掠食魚類時，相當有逃生的本錢。

## 經濟利用
維印度太平洋區重要經濟魚類，根據糧農組織記錄的統計數據（不包括印度），每年捕撈量也從1997年的7萬噸增加到2007年的10萬7,000噸。根據這些統計數據，該物種最大的利用者是印度尼西亞，佔4萬2,000噸，其次是馬來西亞，佔2萬2,000噸。泰國和菲律賓也捕撈大量魚類，每年約1萬8,000噸。通常採用各種網捕方式，如圍網、拖網或鉤線等。以生鮮或醃製販售，秋季美味，煮湯、紅燒皆宜。